# تكلة قوز (غلامان)
تکلة قوز (بالفارسية: تکله قوز) هي قرية تقع في إيران في قسم غلامان الريفي. يقدر عدد سكانها بـ 963 نسمة بحسب إحصاء 2016.